# Casa Matheu
La casa Matheu és un edifici modernista de Tortosa (Baix Ebre) protegit com a bé cultural d'interès local.

## Descripció
És un edifici d'habitatges de planta baixa i tres pisos, que presenta dues façanes separades per un xamfrà amb composició regular de buits, que formen balcons amb baranes de forja. Hi destaquen diversos elements ornamentals, com els que emmarquen les finestres i els acabaments del terrat, sobre cornisa. Els paraments presenten encoixinats, excepte el del xamfrà, cobert d'esgrafiats amb motius florals. Al xamfrà hi ha els elements més característics: presenta a primer pis un mirador amb cristallera emplomada (vitralls) i un element sobre el terrat amb balcó obert entre dues columnes en un buit circular i acabament superior, sobre cornisa. També el vestíbul d'accés a l'escala presenta decoració de característiques modernistes destacables. Certs elements, com el mirador o l'arc del vestíbul, evoquen l'arquitectura arabesca.

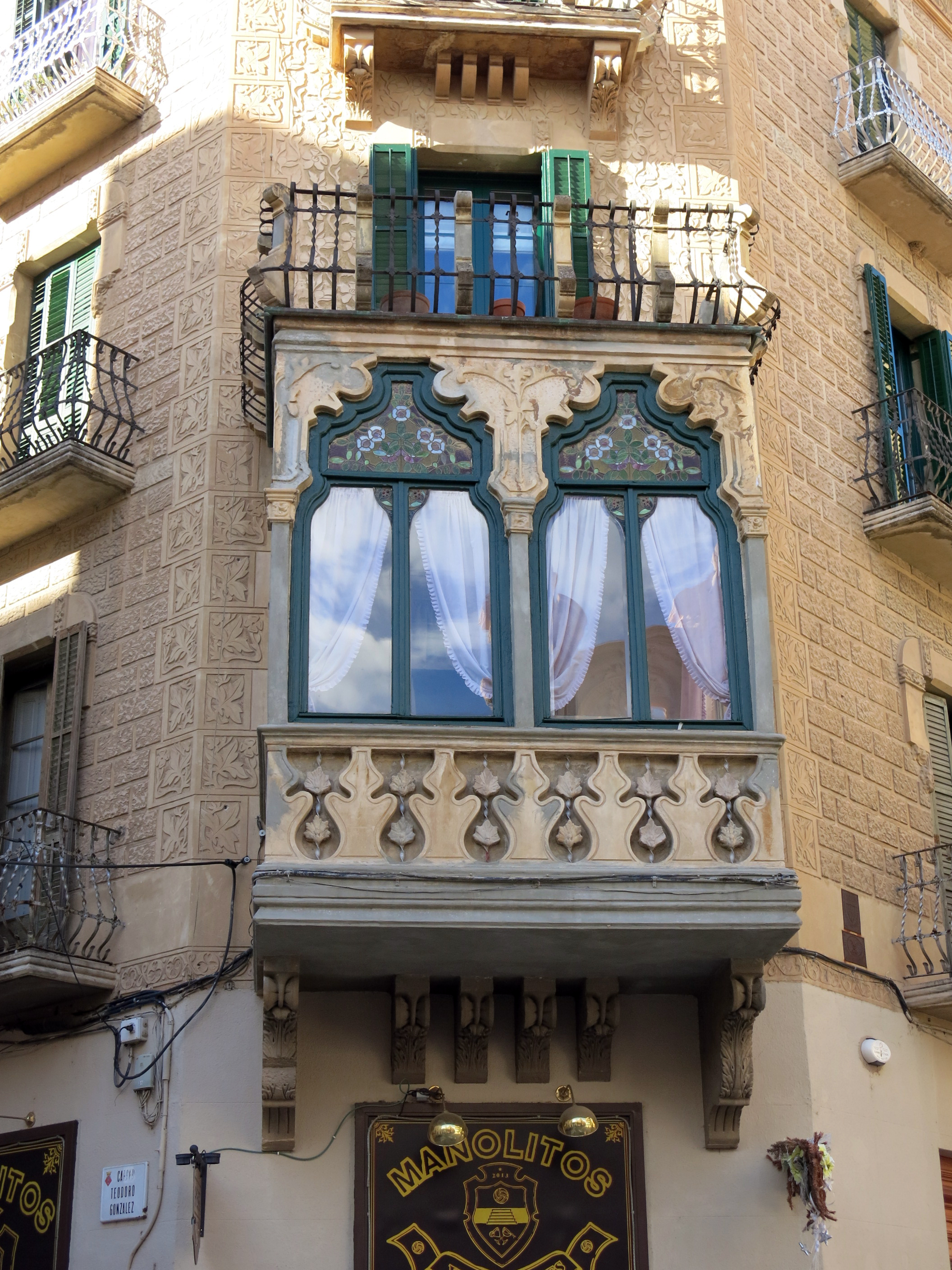
Detall de la tribuna del xamfrà

## Història
És una obra modernista de l'arquitecte Pau Monguió de 1907.
Edificada en el límit entre la ciutat antiga i l'Eixample tortosí (antigament carrer Unió i actualment carrer Teodor González). Els seus baixos estan destinats a usos comercials.